# Bernard Bernard
Bernard Bernard (Mogues, França, 21 de julho de 1821 - 1895) foi um padre católico francês, enviado como missionário a Noruega, Islândia e Escócia. Foi o primeiro Prefeito Apostólico da Noruega e da Lapônia, entre 1869 e 1887.

## Vida
Bernard foi educado como sacerdote em Roma e recebeu sua ordenação em Reims, pelo  Thomas-Marie-Joseph Gousset (1792 - 1866). Primeiro padre de uma paróquia em Ardenas por dois de anos, ele chegou à Noruega em 1856, onde foi colocado em serviço na Missão do Polo Norte (Præfectura Apostolica Poli Arctici). Já em 1856, ele foi enviado para a Islândia, alvo de parte da Missão Pólo Norte, onde chegou em 1857. Juntamente com Jean-Baptiste Baudoin (1831-1875), Bernard foi o primeiro sacerdote católico da Islândia após a Reforma Protestante, onde construíram uma pequena capela na fazenda Landakot, perto de Reykjavík. Eles se reuniram com uma recepção difícil e, em 1862, Bernard deixou o país, enquanto Baudoin perseverou até 1875.
Em 5 de abril de 1869, Bernard foi nomeado Prefeito Apostólico da Noruega e da Lapônia com residência em Trondheim. Por motivos de saúde, renunciou ao cargo em 1887 e deixou o país. Ele foi sucedido pelo padre luxemburguês Johannes Olaf Fallize (1844-1933), com quem a missão veio a se desenvolver, embora ainda não de modo muito expansivo.